# Бусидо (спортивный клуб)
Спортивный Клуб Бусидо (основан в 1990 году в в Москве, с 5.04.1999 — региональная общественная организация города Москвы) — один из старейших в России спортивных клубов, развивающий Киокусинкай (самый массовый стиль контактного каратэ), а также родственные единоборства. 

## История
Дата создания клуба — 1 сентября 1990 года  (создание отделения в досугово-оздоровительном центре «Первомаец»). Общность людей, назвавшая себя «Бусидо», существовала с конца 1989 года, когда Виктор Павлович Фомин — один из ближайших сподвижников основателя Кёкусинкай в России А. И. Танюшкина — начал тренировать небольшую группу в спортзале обычной школы на Арбате. В этой секции были подготовлены многие инструкторы, которые начали вести свои группы, а в 1990 году они объединились под именем «Бусидо».
Инструкторы-основатели клуба (11 человек): Виктор Фомин (тогда единственный в клубе обладатель черного пояса — 1 дан), Всеволод Миньков, Константин Белый, Александр Макаров, Юлия Цейтлина, Анатолий Хайт, Франц Славинский, Алексей Щетинин, Сергей Курленко, Михаил Флейтман, Сергей Семенков.
5 апреля 1999 года клуб зарегистрирован в форме общественного объединения. С 25.01.2011 — участник Реестра Комитета общественных связей г. Москвы.
11 сентября 2009 года В. П. Фомин и часть инструкторов объявило о своем уходе из СК «Бусидо» и планах по созданию нового клуба. Решение было мотивировано желанием продолжать работу исключительно в рамках системы Кёкусин ИФК, в то время как действующее руководство клуба стремилось наладить сотрудничество со всеми без исключения ветвями и направлениями Кёкусин, а также другими видами и направлениями единоборств.
Максимальное количество занимающихся было достигнуто в период 1998—2000 годов (до 800 человек, 23 тренера-преподавателя).

## Руководители
- Основатель — Виктор Павлович Фомин[3]
- Первый Президент — Всеволод Викторович Миньков (1990—1998).
- Второй Президент — Константин Владимирович Белый (1998 — по н/вр).[6]

## Символика
Графическим символом СК «Бусидо» является древний эзотерический знак из трех взаимопереходящих друг в друга треугольников. Символ означает триединство в самом широком смысле. В области боевых искусств это означает:
- Триединство «БУ»-«СИ»-«ДО», то есть «ВОЙНА»-«ЧЕЛОВЕК»-«ПУТЬ». В триединстве этих понятий возникает слово «БУСИДО», несущее новое качество.
- Триединство Тела-Разума-Духа (Син — Ги — Тай) или (Физической силы — Ментальной силы — Духовной силы)
- Триединство в области спорта: Физическая культура — Любительский спорт — Профессиональный спорт

## Рекордные достижения
К рекордным достижениям клуба можно отнести следующие (некоторые достижения клуба не повторены до сих пор):
- в клубе долгое время тренировали одновременно 2 шихана (обладателей 5 дана и выше) и 4 сэнсея (обладателей 3 дана и выше);
- в клубе воспитано более 50-ти обладателей мастерских степеней (черных поясов);
- в клубе воспитаны обладатели мастерских степеней (черный пояс) в шести версиях Кёкусинкай (ИФК, ИКО, ИКО-3, ИКО-4, ВКО, IBK);
- Константин Белый был самым молодым в России обладателем 1-го (а затем и 2-го, 3-го и 4-го) дана ИФК и 6-го (а затем 7-го) дана IBK, 8-го дана WIBK;
- в клубе воспитаны призеры или чемпионы мира или Европы по 5-ти версиям Кёкусинкай (ИФК, ИКО-1, ИКО-4, КАН, IBK). Всего в клубе воспитаны 12 призеров Всемирных турниров (из них 3 чемпиона мира, 1 обладатель кубка мира, 4 победителя Первенств мира) и 11 призеров (из них 5 чемпионов) Европы по различным версиям кёкусинкай
- в клубе воспитаны призеры или чемпионы России по 6-ти версиям Кёкусинкай (ШИН, ИФК, КАН, ИКО-3, ИКО-4, IKF).
- во всех без исключения официальных сборных командах Федерации Кёкусинкай России (впервые была сформирована в 1995 году) до момента выхода клуба из ФКР в 2009 году, были воспитанники клуба, которые привозили медали со всех без исключения чемпионатов мира и Европы по кёкусинкай;
- в клубе воспитаны 2 Заслуженных мастеров спорта, 11 мастеров спорта международного класса, 35 Мастеров спорта России и более 70-ти кандидатов в мастера спорта [8];
- в инструкторском составе клуба воспитано 4 тренера высшей категории, а также 4 обладателя почетного звания РСБИ "Заслуженный наставник боевых искусств": К.Белый, В.Фомин, И.Голубец, С.Ермишин
- Константин Белый — первый из Кёкусин в Москве обладатель звания «Мастер спорта России» (1995 г)[9], звания «Заслуженный тренер России» (2001 г)[9]; звания «Почетный работник физкультуры, спорта и туризма г. Москвы» (2010)[10];
- в клубе воспитана первая двукратная чемпионка мира Зухра Курбанова — первая в истории Заслуженный мастер спорта России по Кёкусинкай[9];
- Зухра Курбанова — единственная из Кёкусинкай, кто когда-либо входил в 10 лучших спортсменов Москвы по всем видам спорта (1997 год);
- воспитанник клуба Артур Оганесян впоследствии стал одним из 15 человек в мире за всю историю (и единственным в России), успешно прошедших тест хякунин-кумитэ («100 боев»);
- Анна Вишнякова является (с 2006 г). самым молодым обладателем звания «Мастер спорта РФ» по Кёкусинкай в России (в 16 лет 5 месяцев и 14 дней);
- Анна Вишнякова была победительницей Первенств Москвы по четырем версиям Кёкусинкай;
- Анна Вишнякова — 22-кратная призерка Чемпионатов и Первенств России — 18 раз по кумитэ (12 первых мест) и 4 раза по ката (3 первых места);
- Алексей Алексеев стал самым молодым за всю историю чемпионом России по ката среди взрослых (1993 год, в — в 14 лет);
- Алексей Алексеев (1993 г), Анна Вишнякова (2005, 2006) и Артем Вирабян (2009, 2010) за один год выиграли Первенство России и по кумитэ, и по ката.
- Анна Вишнякова стала первой в России Победительницей Первенства мира по Кёкусинкай (2006)[11];
- Анна Вишнякова стала первой в России Победительницей Кубка мира по Кёкусин-Будокай (2011);
- Артем Вирабян стал первым в России (и в мире — по версии ИФК) двукратным победителем Первенства мира по ката (2010), выиграв и индивидуальные, и командные соревнования.
- Макка Мусаева - четырехкратная призерка Первенств мира по четырем версиям Киоксинкай: КАН (2012), КВЮ (2014), Ренгокай (2016), ИФК (2017)
- Юлия Цейтлина — 8-кратная чемпионка России по ката, Сергей Макаров и Алексей Королев — 6-ти кратные чемпионы России по ката — аналогов этим достижениям не предвидится в ближайшие десять лет;
- около 35 раз спортсмены клуба получали специальные призы на Чемпионатах и Первенствах России, причём Анна Вишнякова — 7 раз, Максим Горюшкин — 4 раза, Темур Пипия и Антонина Исмаилова — 3 раза
- Константин Белый — первый в России трехкратный обладатель профессиональной премии «Superkarate Awards», причём в трех разных номинациях[12];
- президент клуба Константин Белый по итогам 2009 года стал победителем городского конкурса и был признан лучшим руководителем детских физкультурно-спортивных клубов по месту жительства и спортивных клубов общеобразовательных школ и награждён Премией Мэра Москвы;
- старший тренер клуба Зухра Курбанова дважды - по итогам 2010 и 2016 годов, тренер клуба Анна Щукина дважды - по итогам 2012 и 2017 года, Главный тренер клуба Константин Белый по итогам 2013 года стали победителями городского конкурса г. Москвы и были признаны лучшими тренерами детских физкультурно-спортивных клубов по месту жительства и спортивных клубов общеобразовательных школ и награждены Премиями Мэра Москвы;
- Анна Вишнякова — участница Чемпионатов и Первенств мира и Европы по 6 версиям Кёкусин (ШИН, ИФК, IBK, IBKK, WIBK, ИКО-4).

## Спортивные достижения
По виду спорта Киокусинкай на 1.01.2020 клуб более 1030 призёров официальных турниров различного ранга, завоевав в общей сложности более 3800 призовых мест, а также призёров и чемпионов по кикбоксингу и рукопашному бою. Спортсмены и спортсменки клуба становились чемпионами и призерами Чемпионатов и Первенств мира и Европы по кумитэ и по ката, победителями Кубков мира и Европы, Евразии, чемпионами и призерами чемпионатов Японии, Великобритании, Голландии, Бельгии, Германии, Польши, Швейцарии, Армении, Эстонии, Украины, Испании, Хорватии, различных международных турниров. 437 раз ученики клуба становились чемпионами и призерами чемпионатов, первенств и Кубков России по кумитэ и ката, причем 171 раз они становились чемпионами России (причем многие неоднократно). Воспитанники клуба становились чемпионами и призерами России во всех разделах спортивных состязаний в Кёкусинкай - соревнованиях по кумитэ и ката среди взрослых, ветеранов, молодежи, юниоров, юношей, младших юношей, детей. Ученики клуба являются призерами международных турниров, регулярно входят в состав сборной России и сборной Москвы, являются участниками различных профессиональных турниров. Начиная с первой официальной сборной ФКР (1995 год), спортсмены клуба входили во все без исключения официальные сборные команды России ФКР вплоть до выхода из ФКР в 2009 году! С 2010 года по 2021 годы спортсмены клуба входят во все официальные сборные России Федерации Кёкушин каратэ России (СинКёкусинкай).  

C 2010 года спортсмены клуба стали принимать участие в турнирах по кикбоксингу и рукопашному бою. 

В клубе воспитаны :
- 2 Заслуженных мастера спорта - Зухра Курбанова, Анна Вишнякова [8]
- 11 Мастеров спорта международного класса,
- 35 Мастеров спорта России,
- более 70 Кандидатов в мастера спорта,
- более 100 воспитанников клуба — обладатели чёрных поясов.

В 1997 году Зухра Курбанова была включена в десятку лучших спортсменов Москвы.
Спортсмены клуба неоднократно входили во всемирный рейтинг спортсменов киокусинкай вне зависимости от международных организаций (считается с 1997 года у мужчин и с 2014 года у женщин). 
- В рейтинг у мужчин были включены: Артур Оганесян, Олег Калинин, Максим Дедик, Темур Пипия, Николай Кравченко, Денис Морозевич. Лучший результат — Максим Дедик (1 место, 2002), который незадолго до этого покинул клуб[17].
- В рейтинг у женщин были включены: Анна Вишнякова, Анна Вирабян, Антонина Исмаилова, Джунай Алиева, Ирина Валиева. Лучший результат — Анна Вишнякова (3 место, 2014 и 2015)[18].

## Известные воспитанники
Наибольшие достижения показали (указан максимальный результат)  и спортивное или почетное звание на момент выхода из клуба  :
- Константин Белый (8 дан WIBK, 5 дан ВКО, 4 дан ИФК, 4 дан IFFCF, МС) — первый москвич — чемпион России (95)[20], чемпион Польши ИФК (03);
- Курбанова Зухра (4 дан WKO, 3 дан ИФК, ЗМС) — Чемпионка 1-го и 2-го чемпионатов мира (97 и 02) ИФК[21]. Первый Заслуженный мастер спорта в Кёкусинкай. Лучшая спортсменка Москвы 97.
- Максим Дедик (2 дан ИФК, 4 дан ИКО, МСМК) — Чемпион мира (02)[21] и Европы (01) ИФК[22]. Чемпион Европы «Камакура» (01)[23]. Лучший педагог дополнительного образования 99 г. Москвы. После того, как покинул клуб: серебряный призер чемпионата мира по весовым категориям ИКО-1 (05).
- Артур Оганесян (2 дан ИФК, 5 дан ИКО, МСМК) — Чемпион Великобритании (97), чемпион Евразии (95) ИФК. После того, как покинул клуб: чемпион (05) и бронзовый призер (03) чемпионата Европы ИКО, 2 место на Абсолютном (06). Единственный россиянин, который прошел тест хякунин-кумитэ («100 боев») (09).
- Алексей Алексеев (1 дан ИФК, 2 дан IBK, МСМК) — Чемпион Европы (01) ИФК[22];
- Валерия Чуракова (1 дан ИФК, МСМК)- Бронзовый призер чемпионата мира (99) ИФК[21] ;
- Елена Корнева (1 дан ИФК, МСМК) — Бронзовая призерка чемпионата мира (05) ИФК[21] ;
- Елена Руденко (1 дан ИФК, МСМК) — Бронзовая призерка чемпионата мира (05) ИФК[21] ;
- Анна Вишнякова (3 дан WKO, 1 дан ИФК, 2 дан IBK, ЗМС) — Бронзовая призерка чемпионата мира WKO (17) [24], Чемпионка Европы ИФК (18)[25], Победительница Первенства мира (06) ИФК[11], двукратная обладательница Кубка мира IBK среди женщин (11, 12), обладательница кубка Европы ИФК (13) и WKO (15); трехкратная чемпионка Европы камакура (09, 10, 13), четырехкратная чемпионка (11-14) и четерыхкратная призерка (09, 10, 16, 17) чемпионатов России, четырехкратная чемпионка и восьмикратная победительница Первенств России;
- Ирина Валиева (3 дан ВКО, МСМК) - двукратная серебряная призерка Кубка Европы ИФК (13, 14); четырехкратная чемпионка (11, 13, 15, 16) и трехкратная призерка Чемпионатов России ВКО.
- Анна Вирабян (3 дан ВКО, МСМК) - чемпионка мира КВЮ (15), серебряная призерка Кубка Европы ВКО (15), бронзовая призерка Чемпионата Европы КАН (15), двукратная чемпионка России (11, 15).
- Темур Пипия (1 кю ИФК, МС) — Серебряный призер Первенства мира среди юниоров (06) ИФК, чемпион Европы Камакура (10);
- Александр Пасечник (1 дан WKO, МС) — Чемпион мира среди юниоров (08)[26]. Чемпион (08) Первенства России ИФК среди юниоров. Чемпион (07) Первенства России КАН среди юниоров. Чемпион (07) и призер (06) Первенств ЦФО. Чемпион Москвы ИФК (08) и КАН (07) среди юниоров.
- Николай Кравченко (3 дан WIBK, МС) — Двукратный чемпион России ВКО по тамэсивари (14, 15), Серебряный (11) и бронзовый (12) призер Кубка мира IBK, чемпион Европы Камакура (13);
- Антонина Исмаилова (2 дан ВКО, МС) — Чемпионка мира среди молодежи ИФК (17), Победительница (11) и призерка (11) Первенства мира KWU-КАН (11), серебряная призерка Чемпионата Европы КАН (15), бронзовая призерка чемпионата Европы ИФК (15), многократная призерка Чемпионатов России (13, 14, 15)
- Джунай Алиева (2 дан ВКО, МС) - серебряная призерка Кубка Европы ИФК (15), бронзовая призерка Кубка Европы ВКО (15) [27], бронзовая призерка Чемпионата Европы КАН (15)
- Макка Мусаева (1 дан, МС) - бронзовая призерка чемпионата мира среди молодежи ИФК (17), четырехкратная серебряная призерка Первенства мира КАН (12), КВЮ (14), Ренгокай (16), ИФК (17); обладательница Кубка Европы ояма-каратэ (15); многократная победительница первенств России и призерка чемпионатов России (ВКО, КАН, IKF, ИКО-3, ИКО-4)
- Денис Морозевич (1 дан ИКО, МС) - бронзовый призер чемпионата мира ИКО-3 (16) [28], бронзовый призер чемпионата Европы КВЮ (18), призер Кубка Европы "Diamond Cup" [29], многократный чемпион и призер чемпионатов России по различным версиям.

## Награды
За свою деятельность клуб награждён:
- Почётным знаком (высшей наградой организации) Российского Союза ветеранов (2016)
- Грамотой Комитета общественных связей Москвы (2016, 2019)
- Благодарностями Комитета по делам национальностей Государственной Думы ФС РФ (2012, 2013, 2016);
- Почётной грамотой Московской организации ветеранов локальных войн и локальных конфликтов (2016)
- Почётными грамотами Межрегиональной организации ветеранов спецназа и разведки «Спецназ АС" (2016, 2017)
- Почетными грамотами Всероссийской организации ветеранов "Союз десантников" (2016, 2017)
- Благодарностями и Грамотами Управления физкультуры и спорта ВАО г. Москвы (1999, 2000, 2010, 2013);
- Благодарственным письмом Управы и Муниципалитета «Восточное Измайлово» (2012);
- Почётной Грамотой Российского комитета ветеранов войн и военной службы (2006);
- Почётной Грамотой Общероссийской общественного-государственной организацией "ДОСААФ России" (2019);
- Общественным Почётным знаком «Гетман Богдан Хмельницкий» Ассоциации Ветеранов военной службы (2007);
- Благодарственным письмом Ассоциации Киокусинкай России (2018).

Руководство клуба отмечено наградами Министерства спорта Российской Федерации, Москомспорта, Мэрии Москвы, Государственной Думы РФ, Префектуры ВАО г. Москвы и др.

## Профессиональная спортивная работа
В 2010 году по инициативе клуба создан Международный бойцовский Альянс «Бусидо Про Архивная копия от 28 декабря 2012 на Wayback Machine», для организации и менеджмента профессиональных мероприятий.